# Шишова, Альбина Евгеньевна
Альбина Евгеньевна Шишова (род. 17 октября 1966, Запорожье, Украинская ССР) — советская гимнастка, Мастер спорта СССР международного класса. Тренировалась у Владислава Растороцкого в «Динамо» (Ростов-на-Дону).
Чемпионка мира в командном первенстве (1983). Бронзовый призёр чемпионата Европы в индивидуальном многоборье (1983). Чемпионка СССР в упражнениях на бревне, серебряный призёр в опорном прыжке и в многоборье, бронзовый призёр в упражнениях на брусьях (1982).